# Heliga martyrerna Boris och Glebs ortodoxa kyrka
Heliga martyrerna Boris och Glebs ortodoxa kyrka (polska: Cerkiew prawosławna p.w. Świętych Męczenników Borysa i Gleba) är en polsk-ortodox träkyrkobyggnad belägen i byn Jurowlany i Podlasiens vojvodskap i östra Polen, nära gränsen till Belarus.
Kyrkan är helgad åt Vladimir I av Kievs två söner, Boris och Gleb. Den tillhör Białystoks och Gdańsks stift.

## Historik
Heliga martyrerna Boris och Glebs ortodoxa kyrka byggdes under 1865.
2003 renoverades kyrkan, då bland annat ett nytt torn uppfördes.

## Kyrkan
- Kyrkobyggnaden är byggd i timmer.

- Inne i kyrkan finns en ikonostas från 1800-talet.

## Bilder

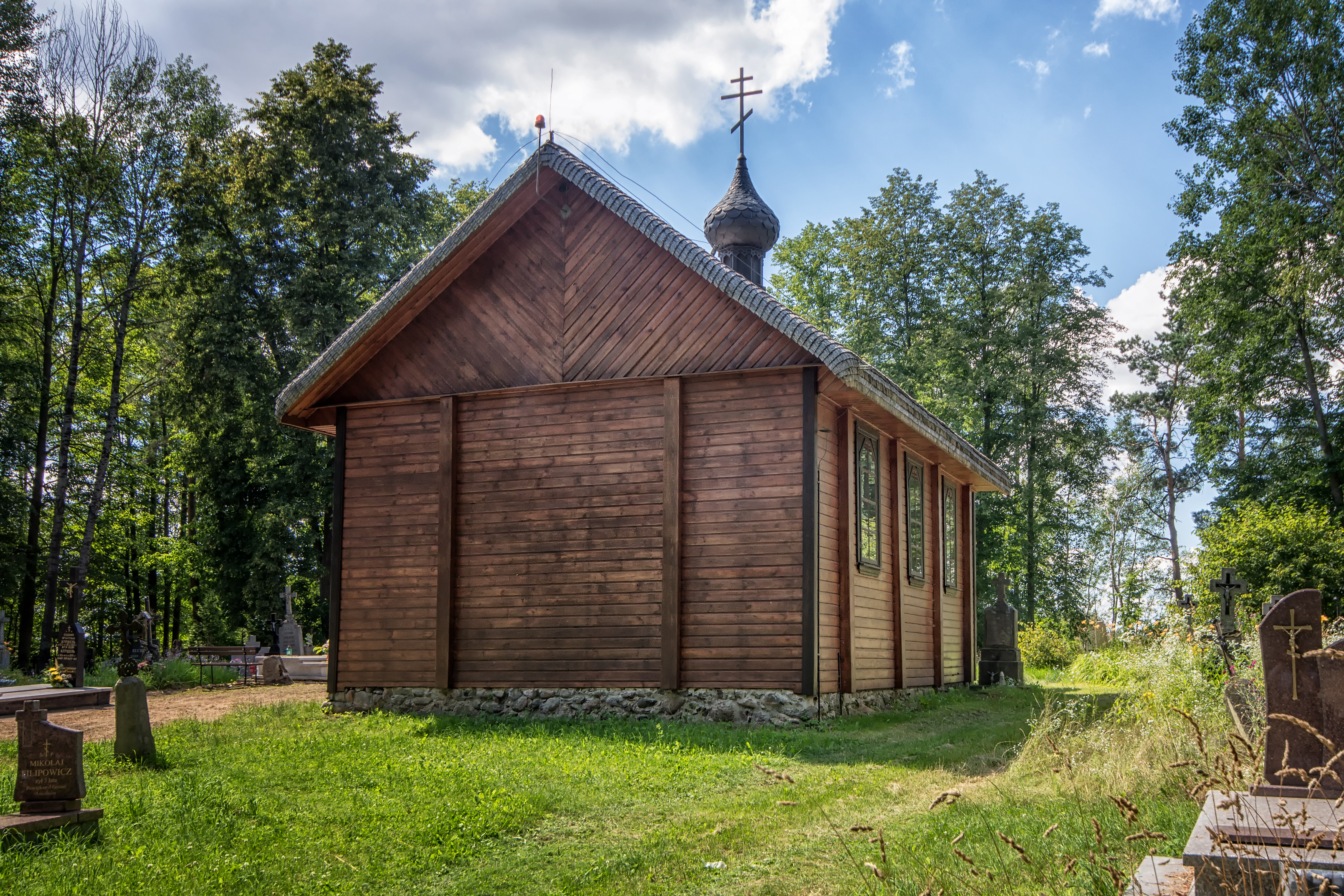
Kyrkans baksida.
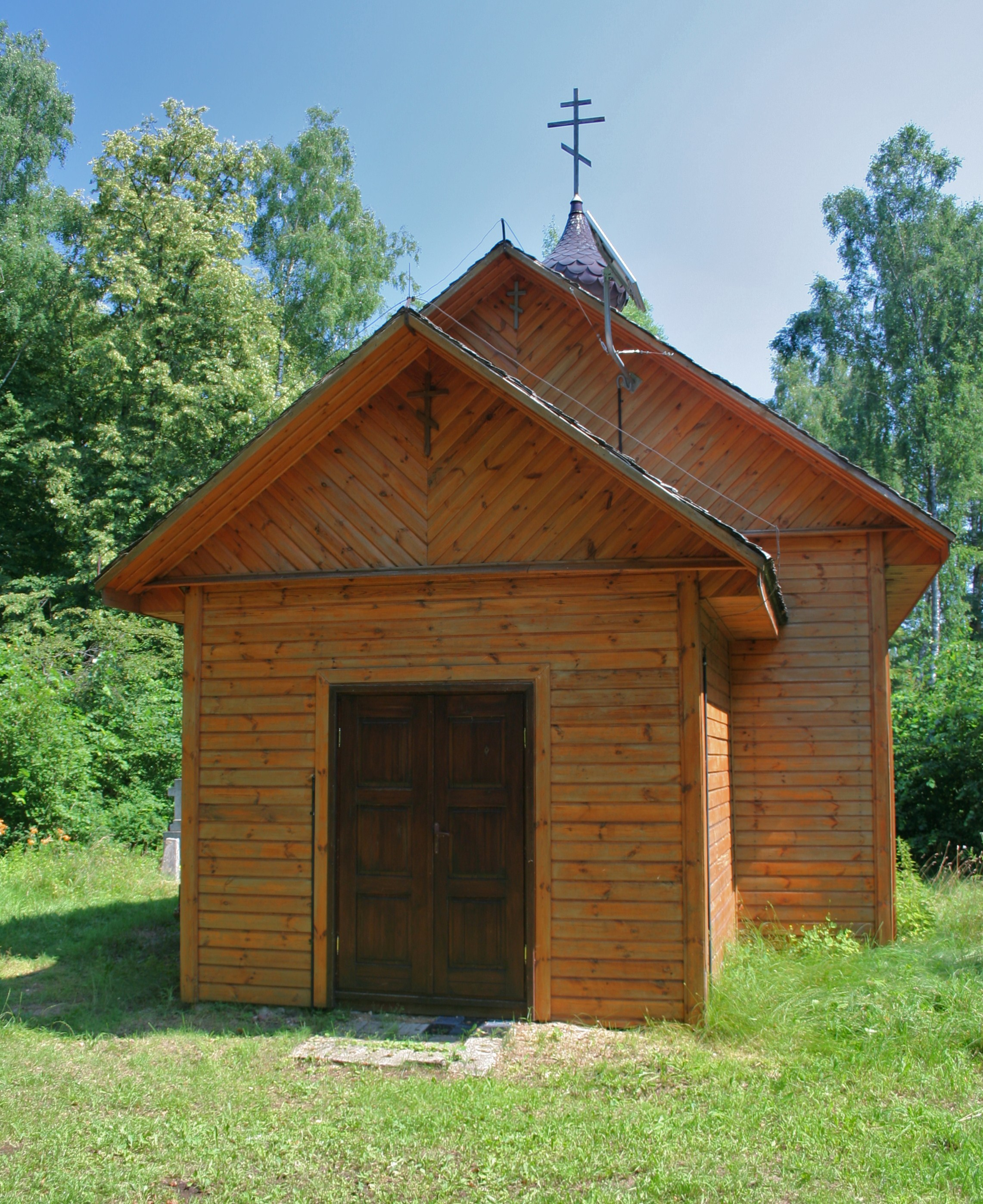
Kyrkan i juli 2009.